# Počehova
Počehova je naselje v Mestni občini Maribor.
Počehova leži v severnem delu Maribora in nudi veliko kmečkih turizmov. Aktivno je tudi turistično društvo Počehova, ki prireja zabave in skrbi za kulturno okolje.
Počehova se prvič omeni v nedatirani menjalni listini med šentpavelskim opatom Wecelinom in mejnim grofom Engelbertom II. Spanheimskim, zapisani med letoma 1106 in 1124.
Deloma je vključena v mesto Maribor kot mestno naselje na severu mestnega območja.